# Narentaner

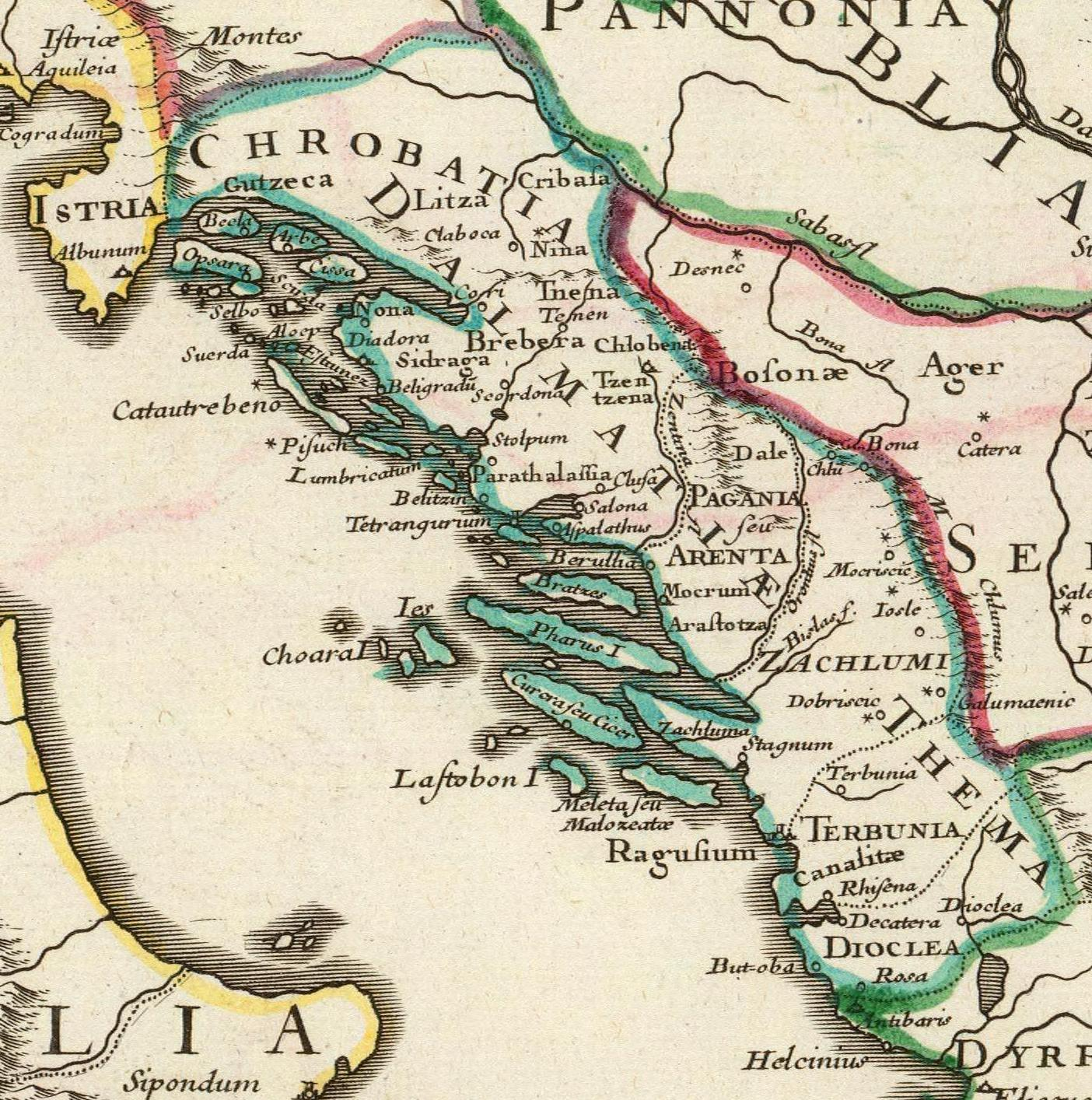
Pagania/(N)arenta als Teil Dalmatiens auf einer Karte aus dem 18. Jh.

Die Narentaner (griechisch Ναρεντάνοι Narentanoi, lateinisch Narentani, kroatisch Neretvani) waren ein südslawischer Stamm vom 9. bis 11. Jahrhundert in Pagania, einem Küstenstreifen entlang der östlichen Adria. In byzantinischen und venezianischen Quellen wurden sie mehrfach als gefürchtete Piraten erwähnt.

## Ethnonym
Die Bezeichnung Narentaner leitete sich möglicherweise vom Fluss Neretva (ital. Narenta) ab.
Auch die Bezeichnungen Pagani (Heiden) und Mariani (Seevolk) wurden für die Bevölkerung im Gebiet der Narentaner verwendet.
Konstantin VII. schrieb, dass die lateinische Bezeichnung des Stammes Arentani gewesen sei und deren Land Arenta geheißen habe.

## Geschichte

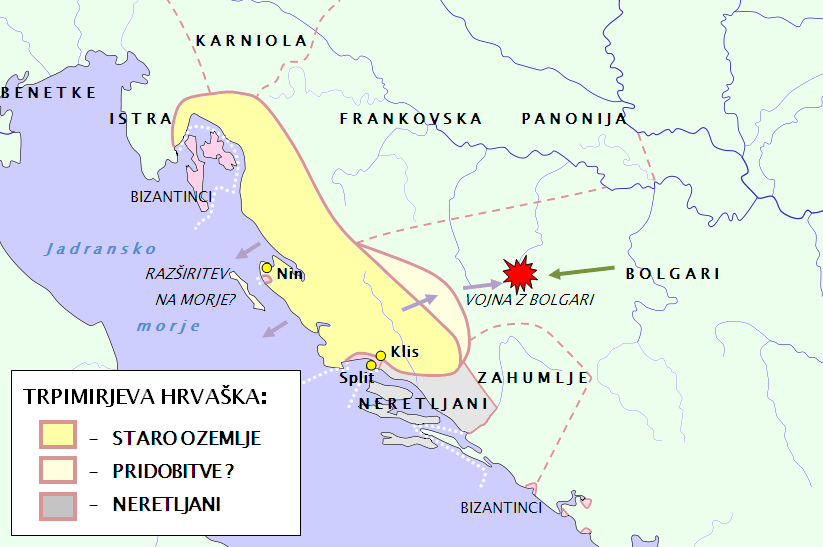
Ungefährer Machtbereich des kroatischen Reiches unter Trpimir I. und der Narentaner

Konstantin VII. schrieb um 950, die Narentaner würden von den Serben abstammen. Mittelalterliche Schriftsteller setzten „Serben“ aber oft mit den Slawen als Ganzes gleich, als slawischen Urstamm bzw. Überbegriff für alle Slawen. Wahrscheinlich ist, dass Paganien ab dem 7. Jahrhundert von Kroaten besiedelt wurde.
Die Narentaner waren als Piraten in der Adria gefürchtet.
Venezianische Versuche ihrer Befriedung brachten keine dauerhaften Erfolge.
Um 839 befuhr der Doge Pietro Tradonico die dalmatinische Küste mit einer großen Flotte und schloss einen Friedensvertrag mit Drosaico, Führer der Marianer (iudex Marianorum). Bei einer erneuten Fahrt nach Dalmatien (um 840?) wurde er von Liudislav empfindlich geschlagen.
Nach 870 gelang es byzantinischen Geistlichen, die Narentaner zu christianisieren.
887 wurde der Doge Pietro I. Candiano bei einem Angriff auf Dalmatien getötet, und die Republik Venedig verpflichtete sich zu Tributzahlungen an die dalmatinischen Slawen. Erst 998 gelang es dem Dogen Pietro II. Orseolo, das Gebiet unter venezianische Herrschaft zu bringen, unter byzantinischer Oberhoheit (Suzeränität). Heute ist das Gebiet ein Teil der Republik Kroatien.

## Führer
- Drosaico, um 839
- Liudisclau, um 840
- Uneslaf
- Diodur[3]